# ピン・ウー・ルウィン
ピン・ウー・ルウィン（Pyin Oo Lwin）またはメイミョー(Maymyo)は、ミャンマー北部マンダレー地方域の都市。シャン高地（英語: Shan Hills）内に位置している。標高約1100メートルと比較的涼しく、イギリス植民地時代に避暑地として開発されたため、英国風の町並みが残っている。
町の中心部には高さ25メートルの時計台がある。これはパーセル・タワー（Purcell Tower）と呼ばれているが、これは1898年にこの町ができた際、パーセルというイギリス人が寄付して作られたものである。